# 7 (število)
7 (sédem) je naravno število, za katero velja 7 = 6 + 1 = 8 − 1.

## V matematiki
- Mersennovo praštevilo {\displaystyle 7=2^{3}-1\!\,}.
- Newman-Shanks-Williamsonovo praštevilo.
- najmanjše dvojno Mersennovo število {\displaystyle 7=2^{2^{2}-1}-1\!\,}.
- najmanjše število, za katerega velja Midyjev izrek.
- drugo Woodallovo število in najmanjše Woodallovo praštevilo {\displaystyle 7=2\cdot 2^{2}-1}.
- drugo varno praštevilo.
- drugo središčno šeskotniško število {\displaystyle 7=T_{1}\cdot 2+1;\quad (T_{1}=3)}.
- Gaussovo praštevilo brez imaginarnega ali realnega dela oblike {\displaystyle 4n+3}.
- drugo Evklidovo število 3 = 2 · 3 + 1.
- drugo veselo število in najmanjše veselo praštevilo.
- tretje srečno število in drugo srečno praštevilo.
- tretje regularno praštevilo.
- tretje Cantorjevo število {\displaystyle 7=2^{3}-1\!\,}.
- četrto palindromno praštevilo.
- četrto fakultetno praštevilo 7 = 3! + 1.
- četrto Čenovo praštevilo.
- četrto desetiško samoštevilo.
- četrto Higgsovo praštevilo
- sedmo Perrinovo število.
- Harshadovo število.
- tretji člen Sylvestrovega zaporedja: 7 = 2 · 3 + 1.
- število različnih enostranskih tetromin.

## V znanosti
- vrstno število 7 ima dušik (N).

## Drugo
- Sedem je pravljično število.

### Leta
- 7 pr. n. št., 7, 2007